# フィラス・ザハビ
フィラス・ザハビ（Firas Zahabi、1980年2月5日 - ）は、カナダの総合格闘技トレーナー。トライスタージムのオーナー兼ヘッドトレーナー。

## 来歴
レバノン移民の両親の間にカナダのケベック州で生まれた。
1998年、18歳の時にUFC 2でホイス・グレイシーがブラジリアン柔術を使ってトーナメントを優勝したのを見て格闘技に興味を持った。
コンコルディア大学に通い、古代ギリシアを専門とする哲学の学位を取得して卒業した。
2000年、トライスタージムに入会し、ブラジリアン柔術とムエタイのトレーニングを行った。ザハビはブラジリアン柔術の青帯を取得し、ジムのコーチとなった。数年後、ザハビはジョン・ダナハーと出会い、ダナハーとともにトレーニングのためにニューヨーク市のヘンゾ・グレイシー・アカデミーに頻繁に通うようになった。2011年、ダナハーからブラジリアン柔術の黒帯を授与された。
州レベルのアマチュアムエタイやグラップリング、総合格闘技の大会で優勝した。
2007年、トライスタージムのオーナーであるコンラッド・プラが多忙になりジムを運営することができなくなったため、ジムをザハビに譲渡して運営を任せた。 2008年にジムはザハビに売却され、ザハビが新オーナーになった。
2010年9月、リアリティ番組の「The Ultimate Fighter: Team GSP vs. Team Koscheck」で総合格闘技コーチを務めた。